# El infierno llega a Quahog
Hell Comes to Quahog (titulado El infierno llega a Quahog en España e Hispanoamérica) es el tercer episodio de la quinta temporada de la serie Padre de familia emitido el 24 de septiembre de 2006 a través de FOX.
El episodio fue escrito por Kirker Butler y dirigido por Dan Povenmire. En cuanto a las críticas, la mayoría fueron positivas tanto por el argumento como por las referencias culturales. Según la cuota de pantalla Nielsen, el capítulo fue visto por 9,66 millones de televidentes. Como artistas invitados, prestaron sus voces a sus respectivos personajes: Dave Boat, Carrie Fisher, Phil LaMarr, Rachael MacFarlane y Fred Tatasciore.
La trama se centra en Meg, quien harta de quedar tirada por no tener coche le pide a sus padres que le compren uno, sin embargo Peter opta por comprar un tanque hasta que es requisado por la policía, por lo que Meg decide buscar trabajo en un hipermercado que provoca estragos, tanto a nivel económico como energético.

## Argumento
Mientras Peter pasa la tarde con sus amigos en el bar, Horace le comenta que Lois le ha llamado para pedirle que recoja a Meg en la pista de patinaje donde deciden seguir con la fiesta, sin embargo, a la hora de volver a casa se olvidan de Meg, la cual harta, exige a sus padres que les compre un coche para no depender de nadie. Al día siguiente, Peter lleva a su hija a un concesionario donde ambos muestran su interés por diferentes "modelos": mientras Meg está interesada en un sedán, Peter parece más dispuesto a comprar un tanque que el dueño del local utiliza como gancho publicitario. Extrañado al principio, el vendedor finalmente decide venderle el vehículo blindado del que empieza a sacar provecho de sus funciones hasta que Meg, propietaria legal del carro de combate por salir de su cuenta le pide que le enseñe a conducir la máquina. Sin embargo, atropellan a Joe, el cual le confisca el tanque. Aprovechando que la cadena de Superstore USA va a abrir un hipermercado en Quahog, Meg busca trabajo en la gran superficie con el objetivo de comprarse un nuevo coche, sin embargo el nuevo local acarrea problemas económicos a los negocios de la ciudad que se ven forzados a cerrar a causa de la competencia desleal en cuanto al "dumping" aparte de la gran demanda de consumo eléctrico que provoca apagones escalonados mientras los ciudadanos de Quahog sufren una ola de calor a la que no pueden hacer frente.
Por otro lado, la cervecería Pawtucket Pat se suma a las empresas que echan el cierre y Peter pierde el trabajo. Indignado, organiza una multitudinaria protesta frente al hipermercado en contra de la gran superficie, sin embargo los clientes hacen caso omiso de los manifestantes y Peter decide entrar con el objetivo de "sacarlos uno a uno" hasta que cambia de opinión cuando descubre que el establecimiento dispone de un sistema de aire acondicionado industrial por lo que acepta un puesto en la empresa ante la mirada atónita de los presentes. Sin embargo, la imagen de Peter como empleado deja que desear para el jefe del centro, quien tras ascender a Meg a ayudante de dirección, le manda que despida a su padre, el cual a pesar de sus defectos no deja de ser quien es y se despide del trabajo tras elegir a su familia por delante de todo.
Justo en ese preciso momento, Brian y Stewie deciden utilizar el tanque de Peter para destruir el hipermercado al mismo tiempo que Peter y su hija huyen por la salida de emergencia. Tras derruir la gran superficie, el suministro eléctrico vuelve a funcionar y la vida vuelve a la normalidad.

## Producción
El episodio fue escrito por Kirker Butler y dirigido por Dan Povenmire. Walter Murphy fue el encargado de componer el hilo musical para el capítulo, entre las que se incluye su versión de los años 70 de la Quinta Sinfonía de Ludwig van Beethoven durante la escena del patinaje. Entre las piezas musicales que se pueden escuchar está la BSO compuesta por Elmer Bernstein para la película El pelotón chiflado. Durante la producción del episodio hubo varios cambios respecto al borrador, incluido la del Hombre de Hielo teniendo un altercado con su mujer, la cual tuvo que ser modificada por razones legales.
Debido a las políticas de la cadena, hubo varias escenas que fueron eliminadas o incluidas en la edición DVD ya que estaban consideradas "poco apropiadas". En una de ellas aparece Brian mordiendo a un niño con discapacidad cognitiva por acariciarle demasiado fuerte. La escena de Chris riendo en un principio iba a ser más larga, pero recortaron la parte en la que decía que "se había hecho caca y pis". En cambio la escena del hombre conduciendo un hummer mientras ve Madagascar fue incluida en el guion final, pero fue censurada por error en Canadá, aunque en las siguientes reposiciones sí que aparece.